# Зимолюбка японская
Зимолю́бка япо́нская (лат. Chimaphila japonica) — многолетнее зимнезелёное растение, вид рода Зимолюбка (Chimaphila) семейства Вересковые (Ericaceae).

## Распространение и экология
В природе ареал вида охватывает Дальний Восток России, Японию и Корейский полуостров.
Произрастает в мшистых, преимущественно, хвойных лесах.

## Ботаническое описание
Многолетнее растение с тонкими, ползучими подземными побегами несущими чешуйчатые, низовые листья и прямой или восходящей надземной частью высотой 10—15 см.
Листья супротивные или сближенные по 2—4, короткочерешковые, ланцетные, острые, мелко пильчатые.
Цветок поникающий, с распростёртым венчиком, диаметром 13—18 мм; доли чашечки овально-продолговатые или широко овальные; лепестки вогнутые, округло-обратно-овальные, длиной 6—9 мм, шириной 3,5—4 мм.
Плод — прямостоячая, шаровидная коробочка длиной 4—5 мм, шириной 6—7 мм.

## Таксономия
Вид Зимолюбка японская входит в род Зимолюбка (Chimaphila) трибы Грушанковые (Pyroleae) подсемейства Вертляницевые (Monotropoideae) семейства Вересковые (Ericaceae) порядка Верескоцветные (Ericales).
|  |                                      |  |                                                             |                                                             |                      |  | ещё 25 семейств (согласно Системе APG II) | ещё 25 семейств (согласно Системе APG II)   |                                             |  |  |  | ещё 2 трибы (согласно Системе APG II) | ещё 2 трибы (согласно Системе APG II) |  |  |  |  | ещё несколько видов | ещё несколько видов |
|  |                                      |  |                                                             |                                                             |                      |  | ещё 25 семейств (согласно Системе APG II) | ещё 25 семейств (согласно Системе APG II)   |                                             |  |  |  | ещё 2 трибы (согласно Системе APG II) | ещё 2 трибы (согласно Системе APG II) |  |  |  |  | ещё несколько видов | ещё несколько видов |
|  |                                      |  |                                                             | порядок Верескоцветные                                      |                      |  |                                           |                                             | подсемейство Вертляницевые                  |  |  |  |                                       | род Зимолюбка                         |  |  |  |  |                     |                     |
|  |                                      |  |                                                             | порядок Верескоцветные                                      |                      |  |                                           |                                             | подсемейство Вертляницевые                  |  |  |  |                                       | род Зимолюбка                         |  |  |  |  |                     |                     |
|  | отдел Цветковые, или Покрытосеменные |  |                                                             |                                                             | семейство Вересковые |  |                                           |                                             | триба Грушанковые                           |  |  |  | вид Зимолюбка японская                |                                       |  |  |  |  |                     |                     |
|  | отдел Цветковые, или Покрытосеменные |  |                                                             |                                                             |                      |  |                                           |                                             |                                             |  |  |  |                                       |                                       |  |  |  |  |                     |                     |
|  |                                      |  | ещё 44 порядка цветковых растений (согласно Системе APG II) | ещё 44 порядка цветковых растений (согласно Системе APG II) |                      |  |                                           | ещё 7 подсемейств (согласно Системе APG II) | ещё 7 подсемейств (согласно Системе APG II) |  |  |  | ещё 3 рода                            | ещё 3 рода                            |  |  |  |  |                     |                     |
|  |                                      |  |                                                             | ещё 44 порядка цветковых растений (согласно Системе APG II) |                      |  |                                           |                                             | ещё 7 подсемейств (согласно Системе APG II) |  |  |  |                                       | ещё 3 рода                            |  |  |  |  |                     |                     |